# Harry Baur
Harry Baur, volledige naam Henri-Marie Rodolphe Baur (Parijs, 12 april 1880 - Parijs, 8 april 1943) was een Frans acteur.

## Leven en werk

### Afkomst en opleiding
Baur werd in Parijs geboren in een familie die afkomstig was uit Elzas-Lotharingen. Zijn ouders vestigden zich later in Marseille. Zij droomden ervan dat hun zoon officier bij de koopvaardij zou worden. Baur verkoos echter de sport (rugby union) en het acteren in een amateurtoneelgezelschap. Op 19-jarige leeftijd behaalde hij aan het conservatorium van Marseille een Premier Prix de comédie en een Deuxième Prix de tragédie. Toen hij in Parijs door het Conservatoire national supérieur d'art dramatique geweigerd werd, volgde hij privétoneellessen. Nog voor het uitbreken van de Eerste Wereldoorlog zette hij zijn toneel- en filmcarrière in.

### Toneelcarrière
In 1904 werd Baur secretaris van de bekende Comédie-Française-acteur Mounet-Sully. Tussen 1907 en 1936 kende hij drukke tijden in het theater. Hij was te zien in 36 stukken, zowel van grote namen (Sacha Guitry, Alfred Jarry, Colette) als van grotendeels vergeten dramaturgen (Tristan Bernard, Fernand Nozière, Louis Verneuil). Hij regisseerde ook acht stukken.
In 1926 had hij voor Pagnol in Jazz al de hoofdrol van de professor Grieks gecreëerd. Het lag dan ook voor de hand dat hij in Fanny (1931) de rol van César overnam van Raimu (die een hevig conflict met de theaterdirecteur had). Hij verzorgde zelf de regie van dit tweede luik van Pagnols Marseille-trilogie.

### Stomme film
Baur gaf voorrang aan zijn toneelactiviteiten. Alhoewel hij te zien was in een veertigtal stomme films tussen 1909 en 1918 stuurde hij niet echt aan op een filmcarrière. In de jaren twintig acteerde hij bijvoorbeeld slechts in één film: het drama La Voyante (1924). De film bleef onafgewerkt door het overlijden van medespeelster Sarah Bernhardt.

### Geluidsfilm 1930-1942: erkenning

#### Voorkomen en typische rollen
Net zoals zijn generatiegenoot Raimu (Baur en Raimu verdeelden de rollen van mannen op leeftijd in de jaren dertig onder elkaar) had hij de allures van een monstre sacré: de rijpe man die de grote gevoelens niet schuwt, een imposant voorkomen, een massieve corpulente verschijning, een voorkeur voor aangename, kleurrijke en verfijnde personages. Hij had ook een zeer heldere, krachtige en daverende stem.
Dit alles maakte hem prominent aanwezig op het podium en op het grote scherm. Hij werd meestal gecast in rollen met allure. Zo vertolkte hij in de loop van zijn korte geluidsfilm-carrière meer dan eens aristocraten (koning in Golgotha, keizer in Le Golem, tsaar in Le Patriote), hogere (leger)officieren (L'Homme du Niger, Les Trois Mousquetaires, Nitchevo, Mollenard), beoefenaars van een prestigieus vrij beroep (politicus in La Voyante, procureur-generaal in Le Président Haudecœur, politiecommissaris in La Tête d'un homme, rechter-commissaris in Crime et Châtiment, chirurg in Cette vieille canaille), zakenmannen (Les Hommes nouveaux, Un homme en or, Les Nuits moscovites), bankiers (Samson, David Golder), gefortuneerde mannen (Le Greluchon délicat, Péchés de jeunesse) en 
exotische personages (Russen voorop, en ook de Arabier in Les Secrets de la mer Rouge).
In ruim tien jaar tijd was hij te zien in ongeveer 40 films.

#### Julien Duvivier
Zijn filmcarrière begon pas echt open te bloeien met de opkomst van de geluidsfilm en met de ontmoeting met Julien Duvivier in 1930. Zijn eerste samenwerking met Duvivier betrof het drama David Golder (1930), de eerste geluidsfilm van de cineast, gebaseerd op de gelijknamige roman van Irène Némirovsky. De hoofdrol van rijke Joodse zakenman was op Baurs lijf geschreven. In het zich in Marokko afspelend mysterieus drama Les Cinq Gentlemen maudits (1931), zijn tweede film onder regie van Duvivier, speelde Baur eveneens de hoofdrol. Duvivier castte hem vervolgens als de ontroerende vaderfiguur van het jongetje 'Peenhaar' in Poil de carotte (1932). Dit drama was Duviviers tweede versie van de klassieke roman van Jules Renard. In La Tête d'un homme (1933), de verfilming van de gelijknamige politieroman van Georges Simenon, belichaamde hij als een der eersten commissaris Jules Maigret. In de dramatische sandalenfilm Golgotha (1935) speelde hij met veel overtuiging Herodes Antipas in het lijdensverhaal van Christus. De horrorfilm Le Golem (1935) was gebaseerd op de Joodse legende van de golem die de Joden uit de handen van de verontrustende en onverdraagzame keizer Rudolf II (vertolkt door Baur) moest redden. In het drama Un carnet de bal (1937) was Baur een van de namen die een jonge weduwe na een ongelukkig huwelijk in haar eerste balboekje aantreft. Ontgoocheld omdat ze hem afwees trok hij zich terug in het klooster.
Dankzij die zeven films werd hij in de jaren dertig, samen met Jean Gabin en Louis Jouvet, de favoriete acteur van Duvivier.

#### Samenwerking met andere cineasten
Hij stelde eveneens meermaals zijn talent ten dienste van andere gevestigde waarden zoals Maurice Tourneur, Marcel L'Herbier en Jean Dréville en van minder bekende cineasten zoals Jean Choux, Alexis Granowsky en Victor Tourjansky.
In 1934 gaf hij indringend gestalte aan het hoofdpersonage Jean Valjean in Les Misérables, Raymond Bernards monumentale versie van Victor Hugo's gelijknamige sociale roman.
In die jaren ontwikkelde hij een voorkeur voor Slavisch getinte personages in (historische) drama's: een rijke graanhandelaar in Les Nuits moscovites (1934), rechter-commissaris Porphyre in Crime et Châtiment (1935, naar de gelijknamige roman van Dostojevski), Ivan Ivanovitch Petroff in Les Yeux noirs (1935), de Kozakkenleider Taras Boelba in Tarass Boulba (1936, naar de gelijknamige roman van Nikolaj Gogol), tsaar Paul I van Rusland in Le Patriote (1937), Raspoetin in La Tragédie impériale (1938) en postmeester Virine in Nostalgie (1938, naar De postmeester van Aleksandr Poesjkin).
Hij gaf ook gestalte aan andere historische figuren zoals Beethoven in de lyrische romantische biopic Un grand amour de Beethoven (Abel Gance, 1936).
Zijn laatste twee kleurrijke rollen waren de titelrol van geslepen, meedogenloze en gierige Venetiaanse edelman in de komedie Volpone (Maurice Tourneur, 1940) en de rol van de Kerstman in de misdaadkomedie L'Assassinat du père Noël (Christian-Jaque, 1941).

### Tragisch overlijden
Sinds het begin van de bezetting was Baur het slachtoffer van een lastercampagne die gevoerd werd door antisemitische Franse kranten die hem verweten Jood te zijn. Baur weerlegde die beschuldiging met documenten die bewezen dat hij wel degelijk Ariër was. Daarop vertrok hij naar Berlijn om er de hoofdrol te vertolken in het Duitse drama Symphonie eines Lebens (1942). Desondanks staken de geruchten over zijn Joodse afkomst de kop weer op. Uiteindelijk werd hij samen met zijn tweede echtgenote door de gestapo aangehouden. Dat hij de hoofdrol gespeeld had in een Duitse film wekte de woede van de nazi's op. Hij werd ervan beschuldigd een agent van de Secret Intelligence Service te zijn. Gedurende vier maanden werd hij lichamelijk en mentaal mishandeld en gefolterd. Toen uiteindelijk bleek dat hij geen Jood was werd hij vrijgelaten. Hij was echter te zwaar getekend door zijn opgelopen mishandelingen en herstelde nooit meer.
Hij overleed in 1943 op 62-jarige leeftijd. Hij ligt begraven op het cimetière Saint-Vincent in Montmartre.

## Privéleven
In 1910 trouwde hij met de actrice Rose Grane die hem twee zonen en een dochter schonk. Grane overleed in 1931 tijdens een reis in Algerije. In 1936 hertrouwde Baur met Rika Radifé, een Franse toneelactrice van Turkse afkomst.

## Filmografie

### Stomme film (selectie)
- 1909 - Beethoven (Victorin-Hippolyte Jasset)
- 1909 - Arsène Lupin (Michel Carré)
- 1909 -L'Assommoir (Albert Capellani)
- 1909 - Don César de Bazan (Victorin-Hippolyte Jasset)
- 1909 - Les Suicidés de Louf (Michel Carré)
- 1910 - La Haine (Albert Capellani)
- 1910 - L'Évasion de Vidocq (Georges Denola)
- 1910 - Shylock, le marchand de Venise (Henri Desfontaines)
- 1911 - Vidocq (Gérard Bourgeois)
- 1912 - Le Cheveu d'or (Pierre Bressol)
- 1913 - Monsieur Lecoq (Maurice Tourneur)
- 1913 - Le Roman de Carpentier (anonyme)
- 1915 - Chignon d'or (André Hugon)
- 1915 - Strass et Compagnie (Abel Gance)
- 1917 - Sous la griffe (Albert Dieudonné)
- 1924 - La Voyante (Leon Abrams)

### Geluidsfilm
- 1930 - David Golder (Julien Duvivier)
- 1931 - Le Cap perdu (Ewald Andreas Dupont)
- 1931 - Les Cinq Gentlemen maudits (Julien Duvivier)
- 1931 - Le Juif polonais (Jean Kemm)
- 1932 - Criminel (Jack Forrester)
- 1932 - Poil de carotte (Julien Duvivier)
- 1932 - Rothschild (Marco de Gastyne)
- 1932 - La Tête d'un homme (Julien Duvivier)
- 1932 - Les Trois Mousquetaires (Henri Diamant-Berger)
- 1933 - Cette vieille canaille (Anatole Litvak)
- 1934 - Les Misérables (Raymond Bernard) (driedelige film: Une tempête sous un crâne, Les Thénardier en Liberté, liberté chérie)
- 1934 - Le Greluchon délicat (Jean Choux)
- 1934 - Les Nuits moscovites (Alexis Granowsky)
- 1934 - Un homme en or (Jean Dréville)
- 1935 - Golgotha (Julien Duvivier)
- 1935 - Crime et Châtiment (Pierre Chenal)
- 1935 - Le Golem (Julien Duvivier)
- 1935 - Moscow nights (Anthony Asquith)
- 1935 - Samson (Maurice Tourneur)
- 1935 - Les Yeux noirs (Victor Tourjansky)
- 1936 - Tarass Boulba (Alexis Granowsky)
- 1936 - Les Hommes nouveaux (Marcel L'Herbier)
- 1936 - Nitchevo (Jacques de Baroncelli)
- 1936 - Paris (Jean Choux)
- 1936 - Un grand amour de Beethoven (Abel Gance)
- 1937 - Mollenard (Robert Siodmak)
- 1937 - Nostalgie (Victor Tourjansky)
- 1937 - Sarati le terrible (André Hugon)
- 1937 - Les Secrets de la mer Rouge (Richard Pottier)
- 1937 - Un carnet de bal (Julien Duvivier)
- 1938 - La Tragédie impériale (Marcel L'Herbier)
- 1938 - Le Patriote (Maurice Tourneur)
- 1939 - L'Homme du Niger (Jacques de Baroncelli)
- 1940 - Le Président Haudecœur (Jean Dréville)
- 1940 - Volpone (Maurice Tourneur)
- 1941 - L'Assassinat du père Noël (Christian-Jaque)
- 1941 - Péchés de jeunesse (Maurice Tourneur)
- 1942 - Symphonie eines Lebens (Hans Bertram)